# Ramon Gayà i Galmés
Ramon Gayà i Galmés   (Sant Joan, 1873 - Sant Joan, 1966) fou un historiador, arxiver, bibliotecari i prevere balear.
Fill de Margalida Galmés Roig i de Guillem Gayà Gayà «de Cal Garritxó», fou ordenat el 1898, i a la dècada del 1910 va embarcar i s'instal·là a l'Argentina, on va ser rector de diverses parròquies a la diòcesi de Santa Fe. L'any 1913 retornà a Sant Joan on va viure la resta de la seva vida. Home culte i d'idees avançades, dedicà moltes hores a l'estudi i a la lectura, i participà en la fundació i govern del Sindicat Agrícola Catòlic. A Mallorca fou rector del Santuari de Consolació de Sant Joan (1914-1917), vicari de Son Cervera (1917-1918), i novament rector de la Consolació fins a la seva mort el 1966. A Sant Joan, regentà l'escola parroquial de Sant Joan, i donà classes particulars a un grup notable de joves batxillers i universiraris. I des del seu nomenament com a arxiver municipal, es dedicà a la tasca de la investigació de la història santjoanera, convertint-se en un cronista de la vila, ocupant-se d'ordenar l'arxiu municipal des del 1940, i exercint de bibliotecari de l'ajuntament des del 1941. Dirigí la revista Documenta entre els anys 1941 i 1947, amb més de dues-centes col·laboracions, fruit de les seves investigacions en els arxius municipal i parroquial. També és autor de Breve historia del Santuario de Nuestra Señora de Consolación en San Juan (1950), que inclou referències a la història de la vila de Sant Joan. També fou organitzador de la festa anual de Sant Sebastià, i dels Certàmens històrico-literaris (1942-1948).